# Swiss Colony
The Swiss Colony es una empresa estadounidense de venta por correspondencia conocida por sus ventas de quesos, chocolates, tartas de frutas y otros alimentos. La empresa fue de propiedad familiar desde 1926, cuando un empresario de Monroe (Wisconsin), Wisconsin (una ciudad conocida por sus inmigrantes suizos y su queso suizo), Ray Kubly, adoptó la idea de un profesor de la Universidad de Wisconsin-Madison.

## Marcas
Además de su marca del mismo nombre (Swiss Colony), la empresa opera negocios de catálogos bajo los siguientes nombres:
- Ashro (vestuario y accesorios de mujer)
- Country Door (decoración para el hogar)
- Ginny's (productos en general)
- Midnight Velvet (vestuario de mujer)
- Midnight Velvet Style (vestuario y accesorios de mujer)
- Monroe and Main (vestuario de mujer)
- Seventh Avenue (productos en general)
- The Tender Filet (alimentos)

- RaceTeamGear.com (Licencia oficial de NASCAR para vender vestuario y accesorios relacionados)

En agosto de 2008, una subsidiaria de Swiss Colony adquirió las empresas de la compañía de retail Direct Marketing Services Inc., declarada en quiebra, entregándole a Swiss Colony el control de las siguientes empresas de venta por correspondencia de DMSI:
- Montgomery Ward (productos en general)
- Charles Keath (decoración de hogar)
- HomeVisiones (decoración de hogar)